# 위드 코로나
위드 코로나(With Corona, ウィズ・コロナ 위즈코로나[*]) 또는 단계적 일상회복(段階的日常回復)은 코로나19 범유행이 장기화되면서 새롭게 대두된 개념으로, 사회적 거리두기 등을 일부 완화하면서 위중증 환자관리에 집중하는 새로운 방역체계를 의미한다. 위드 코로나라는 용어는 일본에서 제일 먼저 사용되었으며, 대한민국 정부는 '위드 코로나'라는 용어 자체의 정확한 정의가 없음에도 너무 포괄적이고 다양한 의미로 활용된다며 '단계적 일상회복'이라는 용어를 사용한다.

## 대한민국
대한민국에서는 2021년 10월 25일부터 전라남도 순천시에서 처음으로 위드 코로나를 시행할 예정이다.
2021년 10월 25일 위드 코로나의 초안이 공청회에서 공개되었으며, 11월 1일부터 위드 코로나 정책이 시행되었다.
12월 13일 위드 코로나 2단계 시행, 2022년 1월 24일 위드 코로나 3단계 시행을 계획에 두고 있다.

## 같이 보기
- 나라별 코로나19 범유행